# Frenaros
Frenaros (gr. Φρέναρος) – wieś w Republice Cypryjskiej, w dystrykcie Famagusta. W 2011 roku liczyła 4298 mieszkańców.